# Aieta
Aieta är en ort och kommun i provinsen Cosenza i regionen Kalabrien i Italien. Kommunen hade 810 invånare (2017).